# Хидака (посёлок, Вакаяма)
Хидака (яп. 日高町 Хидака-тё:) — посёлок в Японии, находящийся в уезде Хидака префектуры Вакаяма. Площадь посёлка составляет 46,42 км², население — 7531 человек (1 августа 2014), плотность населения — 162,24 чел./км².

## Географическое положение
Посёлок расположен на острове Хонсю в префектуре Вакаяма региона Кинки. С ним граничат город Гобо и посёлки Михама, Юра.

## Население
Население посёлка составляет 7531 человек (1 августа 2014), а плотность — 162,24 чел./км². Изменение численности населения с 1980 по 2005 годы:
| 1980 | 6973 чел. |  |
| 1985 | 6975 чел. |  |
| 1990 | 6862 чел. |  |
| 1995 | 6926 чел. |  |
| 2000 | 7148 чел. |  |
| 2005 | 7344 чел. |  |

## Символика
Деревом посёлка считается Ficus superba, цветком — Lespedeza.